# Detmold
Detmold (výslovnost: IPA: [ˈdɛtmɔlt],  poslech) je město v Severním Porýní-Vestfálsku ve Spolkové republice Německo. Leží asi 100 km jihozápadně od Hannoveru. V roce 2013 mělo asi 73 449 obyvatel. Od roku 1468 až do 1918 byl Detmold hlavním městem knížectví Lippe a později od roku 1918 až do roku 1947 hlavní město svobodného státu Lippe. V současnosti je Detmold správním centrem okresu Lippe a regionu Detmold.

## Historie

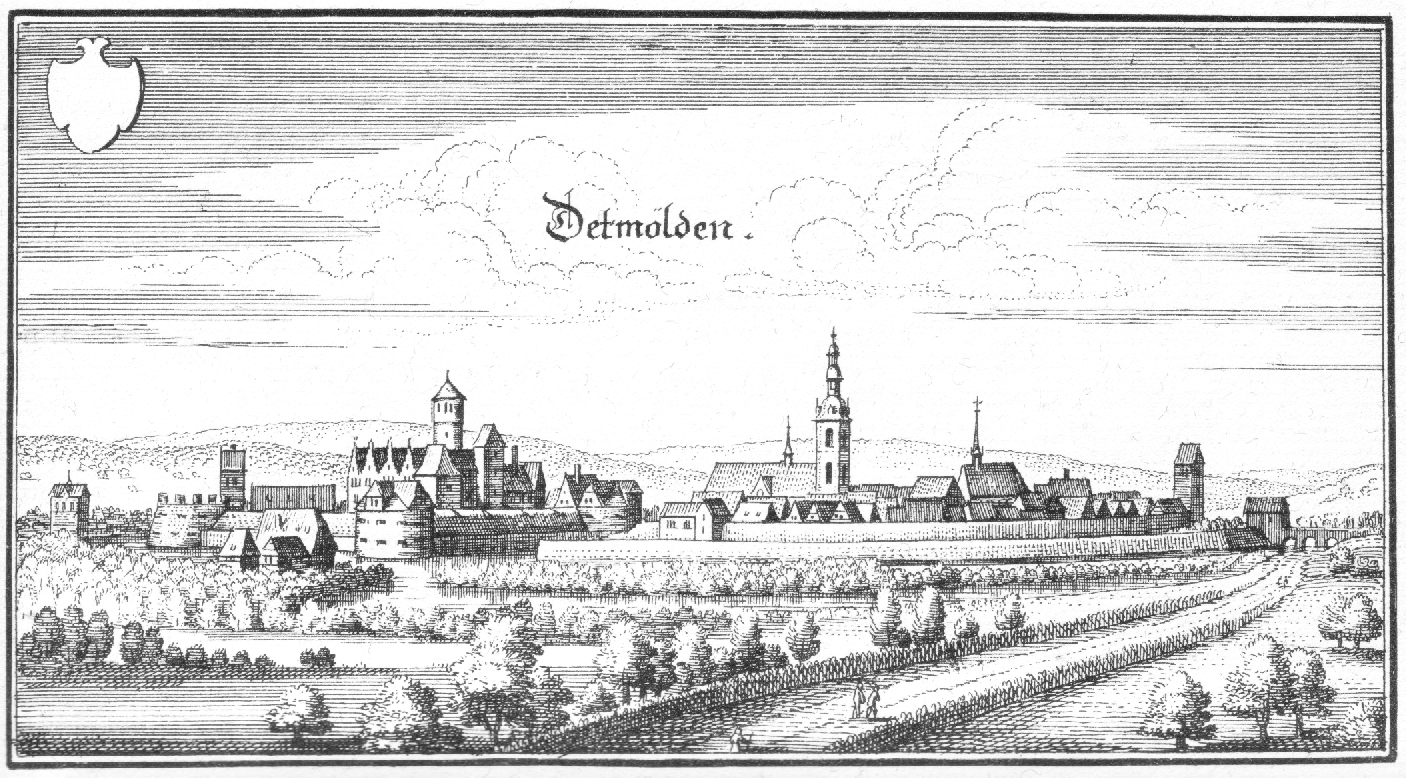
Pohled na Detmold v roce 1647

První oficiální zmínka o Detmoldu pochází z roku 783. V té době bylo město nazváno jako Theotmalli a impulsem k tomu byla bitva saských vojsk a Cherusků.
Další zmínku o existenci městě na území dnešního Detmoldu bychom našli asi 5 km od města, na kopci zvaném Grotenburg, kde stojí památník připomínající bitvu v Teutoburském lese. Tato bitva byla střetnutím mezi římskými vojsky vedenými Publiem Quinctiliem Varem a germánskými kmeny vedenými náčelníkem Cherusků Arminiem. Bitva představuje jednu z největších a nejdrtivějších římských porážek v historii. Zanikly během ní tři římské legie a padl správce provincie Germánie.
V roce 1263 šlechtic Bernard III. z Lippe vytvořil na obchodní stezce menší opevnění přes řeku Werre. Toto opevnění mělo kamenné zdi a mělo případné kupce a obchodníky uchránit před lupiči. Samozřejmostí bylo i zaplacení poplatku za přechod. V okolí tohoto opevnění v průběhu času vyrostla i menší vesnice, jejíž obyvatelstvo v roce 1305 čítalo 305 obyvatel. Vesnice zaznamenala rychlý nárůst, ale v roce 1547 zde byl velký požár, který zničil přes 70 domů, nástroje pro obdělávání polí a zahubil velké množství dobytka.
V roce 1550 se město Detmold stalo trvalým sídlištěm hraběte Šimona III. z Lippe. Pozici hlavního města knížectví Lippe si Detmold udrželo až do konce první světové války.
V roce 1809 zde bylo nainstalováno pouliční osvětlení a v roce 1835 se Detmold oficiálně stal nejlidnatějším městem v Lippe, tehdy mělo město přes 4 000 obyvatel. Do roku 1900 pak počet obyvatel stoupl na 12 000 a v roce 1950 již město mělo přes 30 000 obyvatel.
Od roku 1919 do roku 1947 byl Detmold hlavním městem Svobodného státu Lippe. Později ale byl stát začleněn do německé spolkové země Severní Porýní-Vestfálsko a z Detmoldu se stalo pouze okresní město. V roce 1970 pod něj spadalo přes 25 okolních obcí.

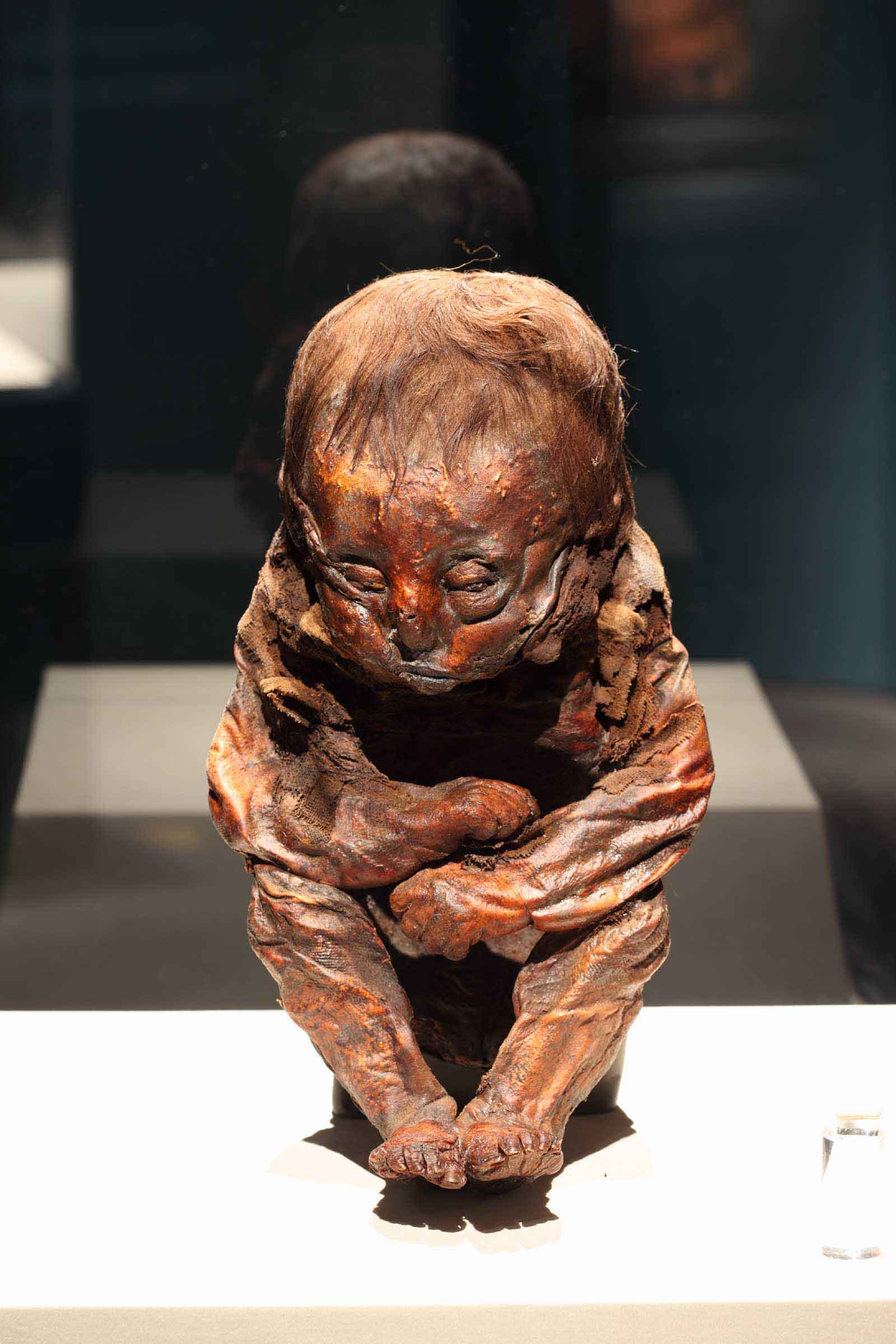
Dítě z Detmoldu

## Kultura
Co se kultury a zajímavých míst týče, pak se v Detmoldu nachází například historická hudební akademie, skanzen, muzeum, divadlo, renesanční zámek uprostřed městského parku nebo ptačí rezervace. Město podporuje i časté symfonické koncerty. Krom těchto věcí ale Detmold se 73 000 obyvateli v kultuře zaostává. Byla zde nalezena mumie dítěte, kterou bychom našli pod názvy Dítě z Detmoldu nebo Detmoldské dítě.

## Osobnosti
- Iris Berben (* 1950), herečka
- Johannes Brahms (1833–1897), skladatel
- Kazimíra Anhaltsko-Desavská (1749–1778), reformátorka ve věcech chudoby, zdravotnictví a školství
- Heinrich Drake (1881–1970), politik
- Felix Fechenbach (1894–1933), novinář
- Ferdinand Freiligrath (1810–1876), básník a spisovatel
- Christian Dietrich Grabbe (1801–1836), dramatik tzv. doby předbřeznové
- Peter Lampe (* 1954), teolog
- Albert Lortzing (1801–1851), skladatel
- Hans Ottomeyer (* 1946), historik umění, 11 let kurátor historického muzea v Berlíně
- Joseph Plaut (1879–1966), herec, zpěvák a básník
- Frank-Walter Steinmeier (* 1956), německý prezident
- Jürgen Stroop (1895–1952), německý nacistický generál SS, válečný zločinec
- Georg Weerth (1822–1856), básník a spisovatel

## Části města
| - Barkhausen - Bentrup - Berlebeck - Brokhausen - Detmold-Nord - Detmold-Süd - Diestelbruch - Hakedahl - Heidenoldendorf | - Heiligenkirchen - Hiddesen - Hornoldendorf - Jerxen-Orbke - Klüt - Loßbruch - Mosebeck - Niederschönhagen - Nienhagen | - Niewald - Oberschönhagen - Oettern-Bremke - Pivitsheide V. H. - Pivitsheide V. L. - Remmighausen - Schönemark - Spork-Eichholz - Vahlhausen |

## Partnerská města
- Hasselt, Belgie
- Saint-Omer, Francie
- Savonlinna, Finsko
- Zeitz, Německo